# Natalio Carvajal Palacios
Natalio Carvajal Palacios (San Nicolás de los Arroyos, 5 de mayo de 1895 - Buenos Aires, 18 de febrero de 1964) fue un abogado argentino, que ejerció como ministro de Justicia durante la presidencia de Juan Domingo Perón.

## Biografía
Era hijo de Zenón Carvajal y Exequiela de las Mercedes Palacios, y estudió en la Facultad de Ciencias Jurídicas y Sociales de la Universidad Nacional de La Plata, recibiéndose de abogado en 1926. Se casó con Elvira Enriqueta Torrent.
Fue director de la Escuela para Adultos de San Nicolás de los Arroyos, y profesor adjunto de Derecho Procesal Civil en la Facultad de Derecho en la Universidad de Buenos Aires. En el año 1935 fue elegido senador provincial.
Fue nombrado juez de primera instancia en el fuero civil y comercial en el Departamento Judicial del Norte de Buenos Aires, con sede en San Nicolás. En 1946 fue nombrado miembro de la Cámara de Apelaciones del mismo Departamento.
Al asumir la presidencia de la Nación por segunda vez, por influencia del ministro —también nicoleño— Román Subiza, el general Juan Domingo Perón lo nombró ministro de Justicia de la Nación. Fue autor de un proyecto para organizar los juicios por jurados en todo el país, que no prosperó. El 23 de julio de 1954 presentó la renuncia, para que su ministerio fuera reubicado como secretaría dentro del Ministerio del Interior.
Fue nombrado embajador en los Países Bajos, cargo que ejerció hasta el derrocamiento de Perón, en septiembre de 1955.
Falleció en la Capital Federal en el año 1964.

## Obra escrita
- El Juicio por Jurado"
- Excepción de falsedad e inhabilidad de título"